# Windfoche (Wuppertal)
Windfoche ist eine Ortslage im Wuppertaler Wohnquartier Herbringhausen im Stadtbezirk Langerfeld-Beyenburg.

## Geografie
Die Ortslage liegt auf 285 m ü. NHN an der Landesstraße 411 auf einem Höhenrücken zwischen dem Herbringhauser Bach und dem Hengstener Bach südlich der Beyenburger Ortslagen Sondern und Siegelberg. Südlich liegen die Hofschaften Niedersondern und Obersondern. Westlich befindet sich das Waldgebiet Sondernbusch.
In Windfoche zweigt eine Zufahrt des Weilers Herbringhausen von der L411 ab. 

## Geschichte
Windfoche entstand als Straßensiedlung zu Beginn des 19. Jahrhunderts und wuchs beständig bis zur heutigen Größe heran, die jüngsten Häuser wurden in den letzten Jahren erbaut. Ein Neubaugebiet zwischen der Wohnsiedlung Siegelberg und Windfoche hat sich in den letzten Jahren bis an die jeweilige Ortsgrenze ausgedehnt, so dass Windfoche allmählich den Status als eigenständige Siedlung zu verlieren droht. 
Die heutige Steinhauser Straße neben Windfoche und im weiteren Verlauf die Landesstraße 411 Richtung Lennep waren im Mittelalter ein Teil des Heerwegs Köln–Dortmund und so befand sich bei Windfoche ein Schlagbaum in der Elberfelder Linie der Bergischen Landwehr. Um 1813 wurde die Chaussee von Lennep nach Beyenburg (heute Landesstraße 411) gebaut, die zwischen Windfoche und Beyenburger Brücke den alten Heerweg ersetzte.
1815/16 lebten 27 Einwohner im Ort. 1832 war Windfoche Teil der Honschaft Walbrecken, die nun der Bürgermeisterei Lüttringhausen angehörte. Der laut der Statistik und Topographie des Regierungsbezirks Düsseldorf als Arbeiterwohnungen bezeichnete Ort besaß zu dieser Zeit fünf Wohnhäuser, ein landwirtschaftliches Gebäude und eine Fabrikationsstätte. Zu dieser Zeit lebten 57 Einwohner im Ort, zehn katholischen und 47 evangelischen Glaubens. Im Gemeindelexikon für die Provinz Rheinland von 1888 werden vier Wohnhäuser mit 37 Einwohnern angegeben.